# Aphyosemion aureum
Aphyosemion aureum är en fiskart som beskrevs av Radda, 1980. Aphyosemion aureum ingår i släktet Aphyosemion och familjen Nothobranchiidae. IUCN kategoriserar arten globalt som sårbar. Inga underarter finns listade i Catalogue of Life.